# Lípniki (Rusia)
Lípniki (del ruso: Липники) es un seló del distrito de Ádler de la unidad municipal de la ciudad-balneario de Sochi, en el krai de Krasnodar de Rusia, en el sur del país (Cáucaso occidental). Está situado en la orilla izquierda del río Bolshaya Jerota, 21 km al sureste de Sochi y 188 km al sureste de Krasnodar. Tenía 153 habitantes en 2010.
Pertenece al municipio rural Moldovski.

## Historia
Fue fundado por griegos pónticos refugiados de la persecución en el Imperio otomano.

## Transporte
A la localidad se llega por una carretera desde Vysókoye.